# سمير المبيضين
سمير إبراهيم محمد المبيضين ( 19 يناير 1958 - ) سياسي أردني ووزير سابق. تولى عدة مناصب فكان وزير الداخلية  وعضو مجلس مفوضي الهيئة المستقلة للأنتخاب وامين عام وزارة الداخلية. كما تولى أيضا منصب محافظ العاصمة ومحافظ العقبة 